# Endotracheale tube
Een endotracheale tube (ook wel beademingsbuis genoemd) is een beademingsbuisje dat gebruikt wordt bij de anesthesie tijdens operaties, op de intensive care en op de spoedeisende hulp voor luchtwegmanagement en mechanische ventilatie. De tube, spreek uit 'tjoep'  wordt geplaatst in de luchtpijp (trachea) om de luchtweg te zekeren en te zorgen dat zuurstof de longen kan bereiken. Het inbrengen noemt men intubatie. De endotracheale tube wordt beschouwd als de meest betrouwbare methode om de luchtweg van een patiënt te beschermen.
De endotracheale tube voor eenmalig gebruik werd uitgevonden door David Sheridan. Hiervoor gebruikte men rubberen tubes die na sterilisatie hergebruikt konden worden.

## Beschrijving
De tube zelf is eigenlijk alleen een buisvormige holle pijp die gemaakt is van kunststof. De doorsnede van deze buis is zo veel mogelijk passend bij de doorsnede van de luchtpijp. Door de hele buis loopt een luchtkanaaltje waar aan het eind een ballonnetje zit; er is dan sprake van een gecufde tube. Dit ballonnetje kan door een ventiel opgeblazen worden met een spuitje met lucht. Het ballonnetje zorgt ervoor dat de luchtpijp luchtdicht wordt afgesloten. Bij kleine kinderen wordt meestal geen ballonnetje gebruikt (ongecufde tube). Aan het andere uiteinde bevindt zich een doorschijnende lintconnector van 15 mm. Op de buis zelf zijn vaak markeringen aangebracht om de diepte ten opzichte van de stembanden te bepalen. Aan het eind van de schuin eindigende tube (buis) zit vaak een opening die 'Murphey eye' wordt genoemd. Er zijn diverse doorsnedes van tubes, variërend van 9,0 mm (bij mannen), 8,0 mm (bij vrouwen) tot 2,0 mm (bij pasgeboren kinderen)
Om het inbrengen van een endotracheale tube (intubatie) mogelijk te maken zijn diverse instrumenten ontwikkeld. Dit zijn voerders, magill-tangen, trachlight (lighted Stylet) en de gumelastic bougie. Daarnaast zijn er diverse soorten laryngoscopen, zoals de flextip, fiberoptische scoop (fiberscoop) en de prisma-laryngoscoop.

## Gebruikers
De specialisten op het gebied van intubatie en luchtwegmanagement zijn de anesthesiologen. Daarnaast zijn diverse artsen opgeleid om in spoedeisende situaties te intuberen zoals MMT-artsen, intensivisten en SEH-artsen. Daarnaast zijn diverse verpleegkundigen opgeleid om te kunnen intuberen zoals met name ambulanceverpleegkundigen en anesthesiemedewerkers. Belangrijk is dat diegene die intubeert, voldoende kennis en kunde heeft op het gebied van luchtwegmanagement. Daarnaast dient men kennis te hebben van het 'moeilijke luchtweg protocol'.

## Procedure
De endotracheale tube wordt meestal met behulp van een metalen instrument, de laryngoscoop, door de mond tot in de luchtpijp (langs de stembanden) ingebracht. Soms gaat het buisje door de neus (nasaal) of via een tracheostoma. Het proces om een tube in de luchtpijp te plaatsen wordt intubatie of intuberen genoemd.
Om een intubatie mogelijk te maken, is meestal algehele anesthesie en spierverslapping nodig, maar het kan met lokale verdoving ook bij wakkere patiënten toegepast worden. In spoedgevallen wordt soms zelfs zonder medicatie geïntubeerd, wat erg oncomfortabel is. Echter, meestal geldt dit dan bijvoorbeeld voor comateuze patiënten of reanimaties. De laryngoscoop heeft een gebogen (of recht) blad en wordt in de hand gehouden en via de mond rechts langs de tong ingebracht. Ook kan een intubatie blind plaatsvinden (op de tast).
Bij moeilijke intubaties zijn er diverse hulpmiddelen en alternatieven mogelijk, waarbij het gebruik van een voerder in de tube het meest voorkomt. Een voerder is een staafvormig buigzaam stylet die de vorm van de tube wat kan veranderen en het manipuleren van de tube eenvoudiger maakt. De punt van de endotracheale tube wordt ongeveer 2 cm (bij volwassenen) boven de carina geplaatst, zodat beide longen beademd worden. Bij de carina splitst de luchtpijp in de twee hoofdbronchi. Als de tube te diep wordt ingebracht, gaat deze vanwege de makkelijkere hoek meestal naar rechts.

## Bijwerkingen
Na de intubatie heeft de patiënt vaak last van verschillende klachten: keelpijn, pijn bij het slikken en een hese stem.

## Types
Er zijn meerdere soorten endotracheale tubes beschikbaar. Naast de verschillende fabrikanten met hun eigen merken zijn er een aantal types. De meestgebruikte tube is de orale tube die met behulp van een laryngoscoop via de mond geplaatst wordt. Hierbij zijn meerdere modellen mogelijk: een rechte tube (normale tube, meestgebruikt), een gebogen (of voorgevormde tube) tube en een gewapende tube die extra flexibel is. De gebogen tube wordt met name gebruikt bij ingrepen boven de mond, dus bijvoorbeeld bij oog- of ooroperaties. De gewapende tube is steviger, maar door een spiraaldraad in de tube wel flexibel. Hierdoor is deze tube geschikt voor ingrepen waarbij de tube gedeeltelijk in de weg zit (schildklierchirurgie, schouderoperatie) of bij aparte liggingen (zoals buikligging bij bijvoorbeeld een herniaoperatie van de rug).
Verder bestaat er een nasale tube, ofwel nasotracheale tube, die via de neus wordt ingebracht. Dit is bijvoorbeeld handig bij kaakoperaties of operaties in de keelholte.
In speciale gevallen wordt een dubbellumentube gebruikt, die de longen apart kan beademen. Deze wordt toegepast bij chirurgie van de thorax (borstholte), zoals bij longoperaties. Voor ingrepen rond de stembanden en in de luchtpijp worden speciale dunne tubes gebruikt: high frequency katheters.

## Alternatieven
Er zijn diverse andere hulpmiddelen om een luchtweg veilig te stellen of beademing mogelijk te maken. Het meest gebruikt is het larynxmasker. Daarnaast bestaan er combitubes, mayo tubes (Guedel), Boussignac-tubes en de COPA's.